# Qūrahjīl
Qūrahjīl (persiska: قوره جیل) är en ort i Iran.   Den ligger i provinsen Kermanshah, i den nordvästra delen av landet, 300 km väster om huvudstaden Teheran. Qūrahjīl ligger 1 470 meter över havet och antalet invånare är 157.
Terrängen runt Qūrahjīl är kuperad västerut, men österut är den platt. Runt Qūrahjīl är det ganska tätbefolkat, med 124 invånare per kvadratkilometer. Närmaste större samhälle är Kangāvar, 4,4 km nordost om Qūrahjīl. Trakten runt Qūrahjīl består till största delen av jordbruksmark.